# Ковенская, Этель Львовна
Этель Львовна Ковенская (идиш עטל קאָווענסקי‎ — Этл Ковенски; 1927 — 25 апреля 2015) — советская и израильская театральная актриса.

## Биография
Родилась в июле 1927 года в Дятлово (тогда Польша).. Её мать, Елизавета Моисеевна Гарбер, была актрисой. С 1940 года — в Москве.
Окончила театральное училище при Московском государственном еврейском театре под руководством С. М. Михоэлса, после чего играла в этом и других театрах на идише. После запрета еврейских театров в СССР (1949) поступила в труппу Театра имени Моссовета (1950—1972).
Муж — композитор и пианист Лев Лейзерович Коган (1927—2007).
С 1972 года жила в Израиле, где была одной из ведущих актёров Театра «Идишпил». Скончалась 25 апреля 2015 года.
Несколько концертных костюмов 1970-х годов Этель Львовна при жизни передала в коллекцию Фонда историка моды Александра Васильева. Все они неоднократно участвовали в выставках, организованных Васильевым.

## Роли в театре

### Государственный еврейский театр
- Блуждающие звезды (1940) — Рейзл
- Замужество (1946) — Сорэлэ

### Театр им. Моссовета
- Отелло (по В. Шекспиру) — Дездемона
- Виндзорские насмешницы — Форд
- Гамлет — Гертруда

### Габима
- Дерево гуайявы
- Дядя Ваня
- Закат
- Приглашение к чашке кофе — Гила